# 横山ともや・みちや
横山ともや・みちや（よこやまともや・みちや）は和光プロダクション所属の漫才コンビ。両者ともに以前は松竹芸能に所属していた。
横山たかし・ひろしの弟子で、横山やすしの孫弟子にあたる。2012年にコンビ結成。

## メンバー
横山 ともや（よこやま ともや、1977年5月3日 -）
- 立ち位置は右
- 兵庫県加古川市出身
- 身長170cm・体重130kg、血液型B型
- 太った体型を活かし、ぱくたそのフリー素材モデルとして写真を提供している[2]
- 既婚で2009年に第一子が誕生している[3][4]

- 1996年10月に横山たかしに弟子入り。同年「横山ともや・たつや」を結成し、2004年の第25回今宮子供えびすマンザイ新人コンクールで香川登枝緒賞を受賞するも、2008年5月に解散[5]
- 2008年7月に「横山ともや・たきや」を結成するも、2011年を持って解散[5]

横山 みちや（よこやま みちや、本名:長谷川 道広（はせがわ みちひろ）、1977年9月8日 -）
- 立ち位置は左
- 大阪府四條畷市出身
- 身長165cm・体重55kg、血液型AB型
- 2004年に華井啓行（現・華井二等兵）と「左ミドル」を結成し、2005年の第26回今宮子供えびすマンザイ新人コンクールで福笑い大賞を受賞するも、2011年に解散

## 出演

### 劇場
『天満天神繁昌亭』『大須演芸場』『道頓堀ZAZAワンコインライブ』などに出演。

### テレビ
- BAN-BANテレビ・ラジオ 「なまラテ★ぶらんちょ!」(ともや)
- J:COM「東大阪HOT情報」(みちや)